# Krzemiany łańcuchowe

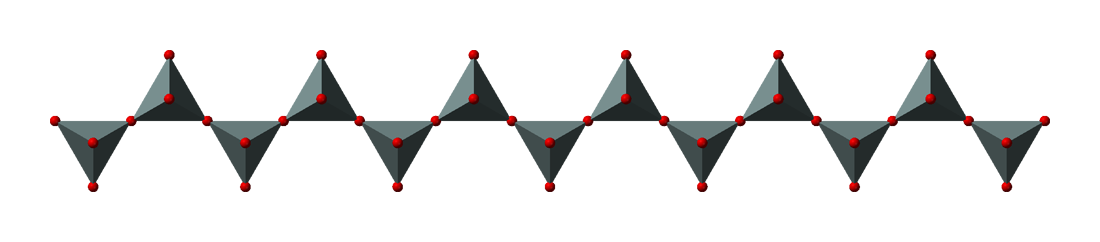
łańcuch pojedynczy – pirokseny

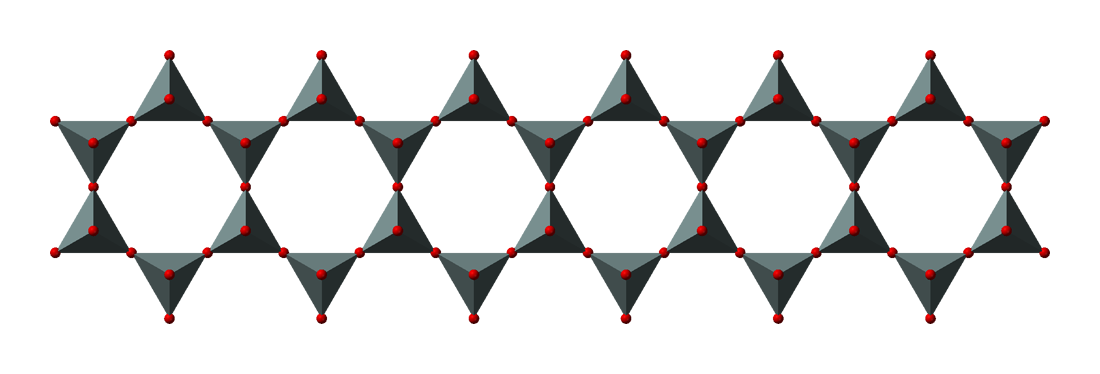
łańcuch podwójny – amfibole

Krzemiany łańcuchowe – rodzaj krzemianów.
Głównym motywem strukturalnym krzemianów jest czworościan z jednym atomem krzemu w centrum i czterema atomami tlenu na wierzchołkach. Czworościany mogą występować pojedynczo lub łączą się ze sobą, mając wspólny jeden lub więcej atomów tlenu. W krzemianach łańcuchowych czworościany tworzą łańcuchy w taki sposób, że każdy czworościan łączy się z dwoma innymi. Odpowiadają ogólnemu wzorowi X,Y(Si2O6) gdzie X i Y są kationami metali dwu-i trójwartościowymi. Te pojedyncze łańcuchy złączone są ze sobą czasami w kierunku bocznym poprzez wspólne atomy tlenu w łańcuchy podwójne, które odpowiadają ogólnej formule X,Y(Si4O11) gdzie X i Y są kationami metali. Minerały tej grupy tworzące pojedyncze łańcuchy to pirokseny.
Przykłady minerałów z grupy krzemianów łańcuchowych:
- pirokseny – enstatyt, diopsyd, spodumen, augit,
- piroksenoidy: rodonit, wollastonit, pektolit